# Protectors – Auf Leben und Tod
Protectors – Auf Leben und Tod (Originaltitel: Livvagterne) ist eine preisgekrönte dänische Krimiserie, die dort in 2 Staffeln zu je 10 Teilen ausgestrahlt wurde. Die Serie wurde vom öffentlich-rechtlichen dänischen Rundfunksender DR in Kooperation mit dem ZDF produziert.

## Handlung
Die Handlung dreht sich um Bodyguards einer Kopenhagener Spezialeinheit der dänischen Polizei. Die Personenschützer sind jeweils mit der Bewachung einer besonders gefährdeten Person aus Politik oder dem öffentlichen Interesse betraut und müssen dafür sorgen, dass der ihnen anvertrauten Person nichts passiert. Während es sich in jeder Folge grundsätzlich um die Lösung eines Falls dreht, geht es auch um aktuelle Strömungen in der dänischen Gesellschaft, so z. B. den Umgang mit religiösen Minderheiten, Islamismus, Frauen in einer Männergemeinschaft wie dem Sondereinsatzkommando etc.

## Format
Eine Staffel besteht aus jeweils zehn Episoden mit einer Länge von je 55 Minuten. Für die Erstausstrahlung fügte das ZDF jeweils zwei Episoden zu einer zusammen und kürzte diese Doppelfolgen auf je 101 bis 109 Minuten.
Die einzelnen Fälle wurden im ZDF in der Reihe Sonntagskrimis jeweils um 22 Uhr ausgestrahlt. Durchschnittlich verfolgten über zwei Millionen Zuschauer die deutschen Erstausstrahlungen.

## DVD-Veröffentlichungen
Deutschland
- Staffel 1 erschien am 23. November 2009

- Staffel 2 erschien am 15. August 2011

## Auszeichnungen
Die Serie wurde im Jahre 2009 mit dem Emmy für die beste nicht-amerikanische Krimiserie ausgezeichnet.